# Jacob Karsman
Jakob ou Jacob Karsman, né le 22 janvier 1818 à Anvers et mort le 20 juillet 1886 à Berchem, était à la fois un homme d'affaires d’origine juive et néerlandaise et un poète et militant flamingant.

## Biographie
Il est le fils d'une mère flamande et d'un père néerlandais. Après la révolution belge de 1830, il refusa d’adopter la nationalité belge en raison de sa conviction grande-néerlandaise. De profession, Karsman fut marchand de diamants, un négoce avec lequel il fit sa fortune.
En avril 1863, il publia dans une revue un poème par lequel il protesta contre la construction d'une ceinture de forteresses autour d'Anvers. Il obtint une certaine renommée et fit réimprimer le poème, contenant d’ailleurs un passage anti-belge pour lequel le tribunal d'Anvers le condamna à une amende de cinq francs convertie en une peine d'emprisonnement de trois mois en appel. L’alourdissement de la sentence advint en partie parce que lui et son avocat flamingant, Julius Vuylsteke, avaient quitté la salle d'audience en guise de protestation au moment où on leur avait interdit de plaider en néerlandais. L'affaire Karsman attira l'attention sur la discrimination des Flamands devant les tribunaux belges et provoqua beaucoup d'émoi. Dans plusieurs villes, il y eut des réunions de protestation flamingante qui furent le signe de départ de la lutte pour l'égalité des droits devant les tribunaux.
Après sa libération, le persévérant Karsman continua à défendre la cause flamande et devint le premier bailleur de fonds de l’homme politique flamingant Jan Van Rijswijck, futur bourgmestre d’Anvers. En 1884, il eut de nouveau des démêlés avec la juridiction belge. Cette fois-ci, ce fut à la suite d'une campagne pour l'emploi du néerlandais au conseil communal de la ville d'Anvers. Karsman jugea que les citoyens qui assistaient au conseil communal devraient être permis de suivre les débats dans la langue nationale, le néerlandais. Lors d'un conseil communal animé qui se passa en grande partie en français, il demanda au président s'il pouvait savoir ce qui avait été dit. Karsman fut mis à la porte et cité au tribunal. Le ministère public considéra Karsman comme un étranger et souligna que l'accusé avait publié en 1863 une brochure contre les institutions belges. Karsman reçut encore une amende mais décida de ne pas interjeter appel. Toutefois, il tenta de se défendre par un écriteau par lequel il réagissait contre les accusations du ministère public. Il suggéra que, étant natif d'Anvers, il était un étranger à un moindre degré que le roi et qu’un certain nombre d'hommes politiques belges et dignitaires originaires de la France.

## Les œuvres littéraires
- De heilige Katrina van Zweden (Sainte Catherine de Suède), Anvers, 1843
- Dichtruiker (Bouquet poétique), Anvers, 1844
- Sebastiaen van Portugael, een berymd verhael (Sébastien de Portugal, un conte en rimes), Anvers, 1844
- Zangloover (Verdure de chant), Anvers, 1854
- Rymtuil (Gerbe de Rimes), Anvers, 1854
- Lierblaedjes (Feuilles de lierre), Anvers, 1855
- Luitgalmen (Échos du luth), Anvers, 1856
- Harpklanken (Timbres de la harpe), Anvers, 1857
- Aen het Volk (Au peuple), Anvers. 1858
- IJ-, Schelde- en Amsteltoonen (Sons de l’IJ, de l’Escaut et de l’Amstel), Anvers, 1863[5]